# Jean-Pierre Baillod
Pour les articles homonymes, voir Baillod.
Jean-Pierre Baillod, né à Songieu dans l'Ain (Région du Bugey), le 20 août 1771 et mort le 1er mars 1853 à Saint-Germain-de-Tournebut (Manche), est un général français de l’Empire.

## Biographie
Jean-Pierre Baillod (ou Ballioud d'après l'acte de baptême) naît le 20 août 1771 à Songieu, dans le Bugey, et est baptisé le même jour. Il est le fils de Joseph Baillod, laboureur, et de son épouse Jacqueline Reydellet.

### Carrière militaire
Il entre au service dans le 11e bataillon de volontaires de l'Ain (22e demi-brigade d'infanterie légère) le 22 septembre 1793. Il est nommé capitaine le 27 du même mois, sert à l'armée des Alpes, et en décembre 1794 à l'armée d'Italie. En 1796, il est nommé commissionné adjoint aux adjudants-généraux. Le 31 janvier 1800, il est promu au grade de chef de bataillon, est employé au camp de Boulogne en 1804. Le 14 juin 1804, il est fait chevalier de la Légion d'honneur.
De 1805 à 1810, il sert à la Grande Armée, sous les ordres du général Saint-Hilaire, puis du général Grandjean. Il a un cheval tué sous lui à la Bataille d'Austerlitz le 2 décembre 1805. Il est nommé adjudant-commandant le 4 mars 1807, et il est blessé à la Bataille d'Heilsberg le 10 juin 1807. Il est élevé au grade d'officier de la Légion d'honneur le 11 juillet 1807, et il est fait commandeur de l'ordre le 23 avril 1809. En récompense de sa conduite à la bataille d'Essling du 21 et 22 mai 1809, il est élevé à la dignité de Baron d'Empire le 23 mai 1809.
Rentré en France en février 1810, il devient chef d'état-major de la 14e division militaire le 20 août suivant. Le 6 août 1811, il est promu au grade de général de brigade et commande le département de la Manche. En 1812, on l'envoie de nouveau au Camp de Boulogne, et le 31 mars 1813 il est sous les ordres de Lauriston, chef d'état-major au corps d'observation de l'Elbe (3e corps). Chevalier de l'ordre de la Couronne de Fer en septembre 1813, il est blessé grièvement à la bataille de Leipzig le 19 octobre 1813, il obtient un congé pour se rétablir de ses blessures. En décembre, il est désigné comme chef d'état-major, au 2e corps commandé par le duc de Bellune Maréchal Victor, mais sa blessure le retenant, il est envoyé dans le département de la Manche le 12 janvier 1814.
Il est créé chevalier de Saint-Louis en janvier 1815, et employé comme chef d'état-major du général Lemarois. Il est nommé lieutenant-général le 1er novembre 1826. Candidat aux élections de 1827, il est envoyé à la chambre des députés en 1830 et de 1831 à 1834 et devient ensuite membre du conseil général de la Manche. Le général Baillod est admis à la retraite le 5 octobre 1833, conformément à l'ordonnance du 5 avril 1832.
Il meurt le 1er mars 1853 à Saint-Germain-de-Tournebut (Manche). Il est inhumé dans cette commune.

### Vie privée
Jean-Pierre Baillod épouse le 28 janvier 1812, à Valognes, Nathalie Guyard. Leur contrat de mariage, signé le 1er janvier 1812, a été passé en présence de l'empereur Napoléon Ier.
De cette union, sont nés :
- Edmé-Charles Baillod, né le 30 août 1814 à Valognes, mort le 3 août 1873 à Rennes, général de brigade, commandeur de la Légion d'honneur. Il épouse Ernestine Gellet, dont 4 enfants ;
  - Marie-Nathalie, née le 8 février 1816 ;
  - Amédée, né le 2 juillet 1817 ;
  - Stanislas, né le 10 mai 1820 ;
  - Auguste-Charles-Marin, né le 15 avril 1829.

La famille Baillod était établie :
- à Valognes, en l'hôtel de Quierqueville, 11 place Camille-Blaizot ;
- au château de Tournebut, à 5 kilomètres de Valognes ;
- à Paris, dans l'hôtel situé au 24 rue Molière, dans le quartier du Palais-Royal (1er arrondissement).

## Distinctions
- Il fait partie des 558 officiers dont le nom est gravé sur l'arc de triomphe de l'Étoile.

## Armoiries
| Figure | Blasonnement |
|        | Armes du baron Baillod et de l'Empire (décret du 19 mars 1808, lettres patentes du 23 mai 1809 (Ebersberg)) Écartelé : aux 1 et 4, d'azur, à la bande d'or ; au 2, du quartier des Barons militaires de l'Empire ; au 3, d'argent, au lion de gueules, accompagné au canton dextre du chef d'une étoile de sable., Livrées : les couleurs de l'écu. |

### Sources
- « Jean-Pierre Baillod », dans Charles Mullié, Biographie des célébrités militaires des armées de terre et de mer de 1789 à 1850, 1852 [détail de l’édition]
- « Jean-Pierre Baillod », dans Adolphe Robert et Gaston Cougny, Dictionnaire des parlementaires français, Edgar Bourloton, 1889-1891 [détail de l’édition]